# Psilactis
Psilactis es un género de plantas con flores perteneciente a la familia  Asteraceae. Comprende 10 especies descritas y solo 5 aceptadas.

## Taxonomía
El género fue descrito por Asa Gray y publicado en Memoirs of the American Academy of Arts and Science, new series 4(1): 71–72. 1849.

## Especies seleccionadas
A continuación se brinda un listado de las especies del género Psilactis aceptadas hasta junio de 2012, ordenadas alfabéticamente. Para cada una se indica el nombre binomial seguido del autor, abreviado según las convenciones y usos.
- Psilactis asteroides A.Gray
- Psilactis brevilingulata Sch.Bip. ex Hemsl.
- Psilactis gentryi (Standl.) D.R.Morgan
- Psilactis heterocarpa (R.L.Hartm. & M.A.Lane) D.R.Morgan
- Psilactis odysseus (G.L.Nesom) D.R.Morgan